# Tronco (Cabo Verde)
Tronco es una localidad caboverdiana del municipio de Ribeira Grande de Santiago.

## Geografía
La localidad está situada en la isla Santiago.

## Organización territorial
La localidad abarca los lugares y barrios de:
- Cassengal
- Kelotu Lado
- Ponta Patchoca
- Tronco Riba